# Gaujan
Gaujan település Franciaországban, Gers megyében. Lakosainak száma 119 fő (2022. január 1.). Gaujan Molas, Puymaurin, Meilhan, Monties, Villefranche-d'Astarac és Cap d'Astarac községekkel határos.

## Népesség
A település népességének változása:
| Lakosok száma | 178  | 124  | 131  | 101  | 105  | 112  | 118  | 115  | 114  | 119  |
|               | 1968 | 1982 | 1990 | 2006 | 2013 | 2015 | 2017 | 2019 | 2020 | 2022 |